# Grabiny-Zameczek
Grabiny-Zameczek (deutsch Herrengrebin) ist ein Dorf und Schulzenamt der Landgemeinde Suchy Dąb im Powiat Gdański der Woiwodschaft Pommern in Polen. Zum Schulzenamt gehören neben dem Dorf Grabiny-Zameczek (ehemals Gutsbezirk) die Ortschaften Grabowo (ehemals Landgemeinde Mönchengrebin), Grabiny Duchowne (Gutsbezirk Mönchengrebin), der Weiler Grabiny Zameczek und der inoffizielle Wohnplatz Grabowe Pole (Landgemeinde Grebinerfeld).

## Geographie

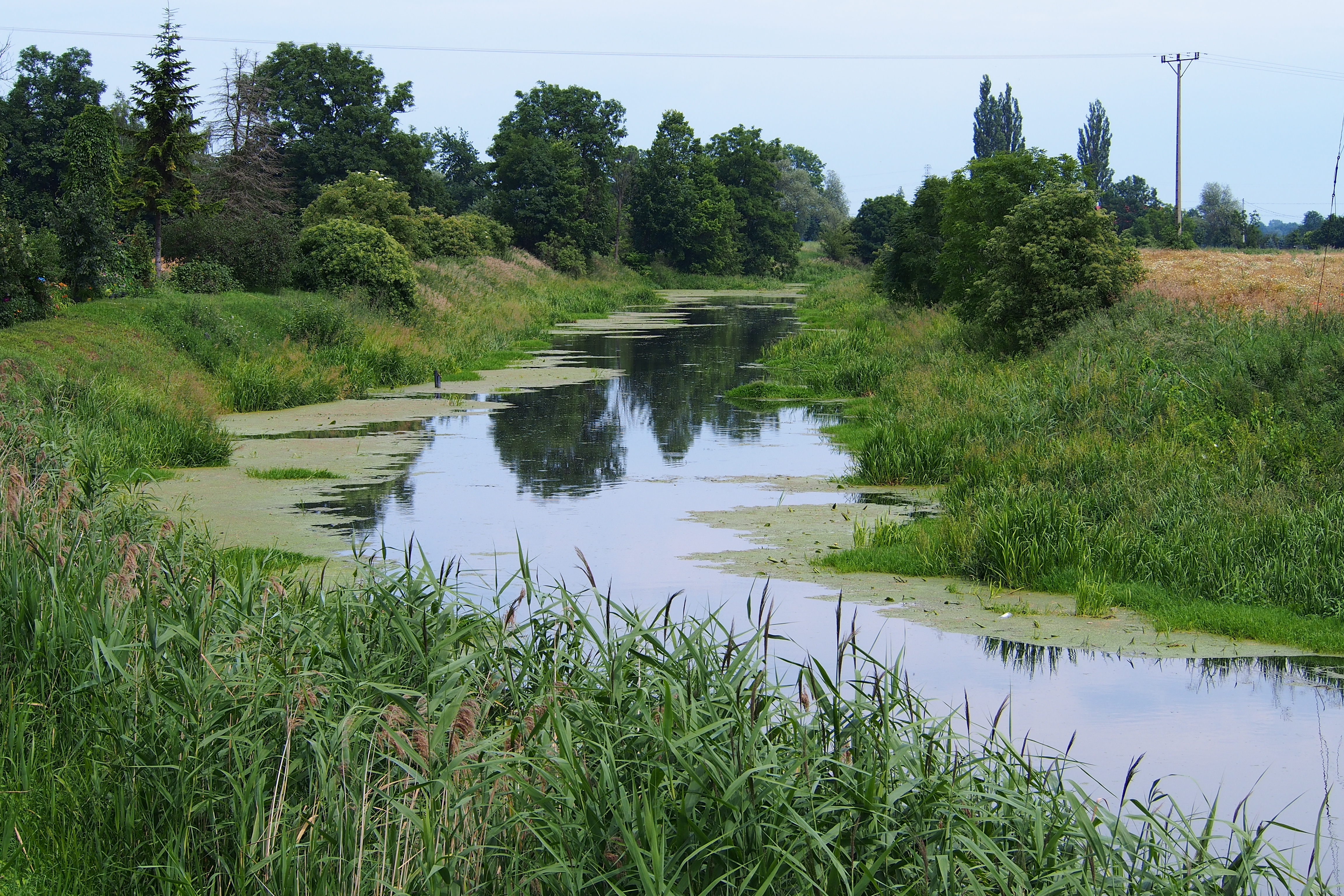
Die Motława in Grabiny-Zameczek

Das Dorf liegt im Danziger Werder, einem Teil des Żuławy Wiślane (Weichsel-Nogat-Delta). Suchy Dąb (deutsch Zugdam, kaschubisch Sëchi Dãb), der Hauptort der Gemeinde, liegt drei Kilometer südlich, die Woiwodschaftshauptstadt Danzig etwa zwölf Kilometer nördlich. Westlich des Dorfs mündet die Kłodawa (Kladau) in die Motława (Mottlau). Die Weichsel verläuft etwa acht Kilometer südöstlich des Orts. Die Gemarkung westlich der Motława gehört zur Danziger Niederung. Der Batorowy Ostaniec im Süden des Dorfs ist mit 14,6 m n.p.m. die höchste natürliche Erhebung des Danziger Werders.
Ein Naturdenkmal ist die 700-jährige Eiche.

## Geschichte

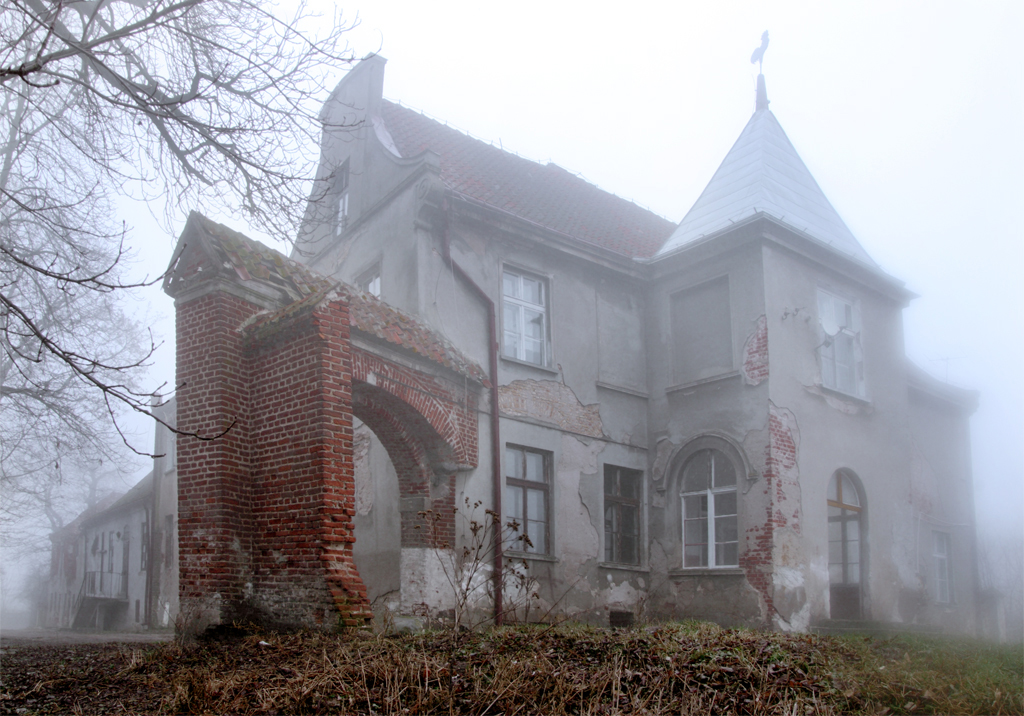
Reste der Burg in Grabiny-Zameczek

Die Deutschordensburg in Herrengrebin wurde von 1404 bis 1406 erbaut. Vom Deutschen Orden kamen Burg und Ort an die Stadt Danzig, während Mönchengrebin im Besitz des Klosters Oliva verblieb. Mit den Polnischen Teilungen kam das Gebiet zum Königreich Preußen und zur Provinz Westpreußen.
Aufgrund der Bestimmungen des Versailler Vertrags fiel das Gebiet nach dem Ersten Weltkrieg 1920 an die Freie Stadt Danzig. Nach dem Überfall auf Polen wurde diese völkerrechtswidrig zum deutschen Reichsgebiet erklärt. In der Folge des Zweiten Weltkriegs gelangte Westpreußen an Polen. Die überwiegend deutsche Bevölkerung wurde vertrieben.
Von 1975 bis 1998 gehörten Dorf und Landgemeinde zur Woiwodschaft Danzig, der Powiat war in dieser Zeit aufgelöst.

## Verkehr
Die Woiwodschaftsstraße DW227 führt im Norden des Dorfs über die Motława und verbindet ihn mit Grabowo. In Pruszcz Gdański (Praust) besteht Anschluss an die Landesstraße DK1 (Europastraße 75) und die Schnellstraße S6 (Europastraße 28). Im Osten endet die DW227 in Wocławy (Wotzlaff).
Der nächste internationale Flughafen ist Danzig.